# Publicum ius
Publicum ius est quod ad statum rei Romanae spectat, ius privatum est quod ad singulorum utilitatem (prawo publiczne jest prawem odnoszącym się do interesu państwa, a prawo prywatne jest prawem dotyczącym korzyści poszczególnych jednostek) – znana sentencja wybitnego rzymskiego jurysty oraz pisarza Ulpiana, która posłużyła za podstawę do podziału całego systemu prawa rzymskiego na prawo publiczne (ius publicum) oraz prawo prywatne (ius privatum) w oparciu o kryterium interesu jednostkowego i ogólnego. Podział ten miał fundamentalne znaczenie nie tylko dla rozwoju prawa rzymskiego, ale również wszystkich systemów prawnych bazujących na recepcji tego prawa.